# Katrineholms station
Katrineholms station (officiellt Katrineholm C) är en järnvägsstation belägen vid Stationsplan 2-4 i Katrineholm i Katrineholms kommun, Södermanland. Den ursprungliga stationsbyggnaden stod färdig till invigningen av Västra stambanan den 3 november 1862. Fastigheten skyddades sedan 1986 som statligt byggnadsminne och är sedan 2001 ett enskilt byggnadsminne. Ägare är det statligt ägda fastighetsbolaget Jernhusen.

## Historik

### Bakgrund

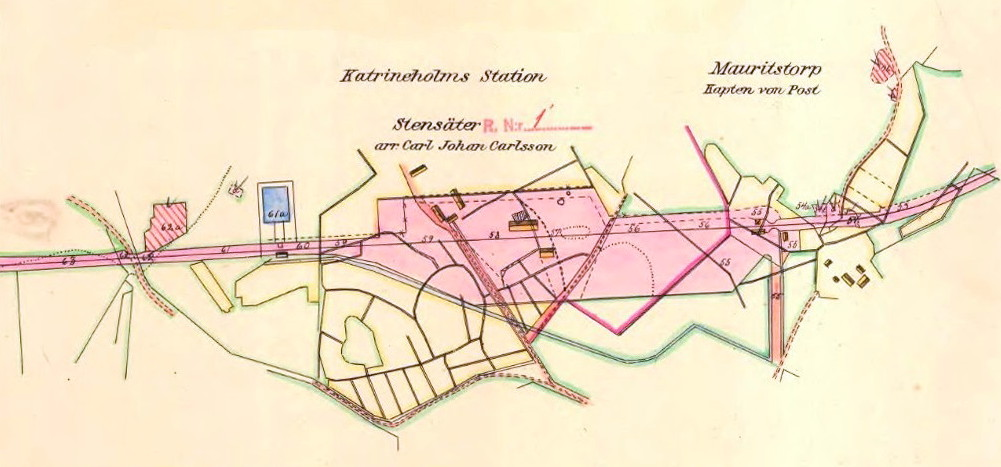
Stationsområdet enligt SJ:s plan, 1861.

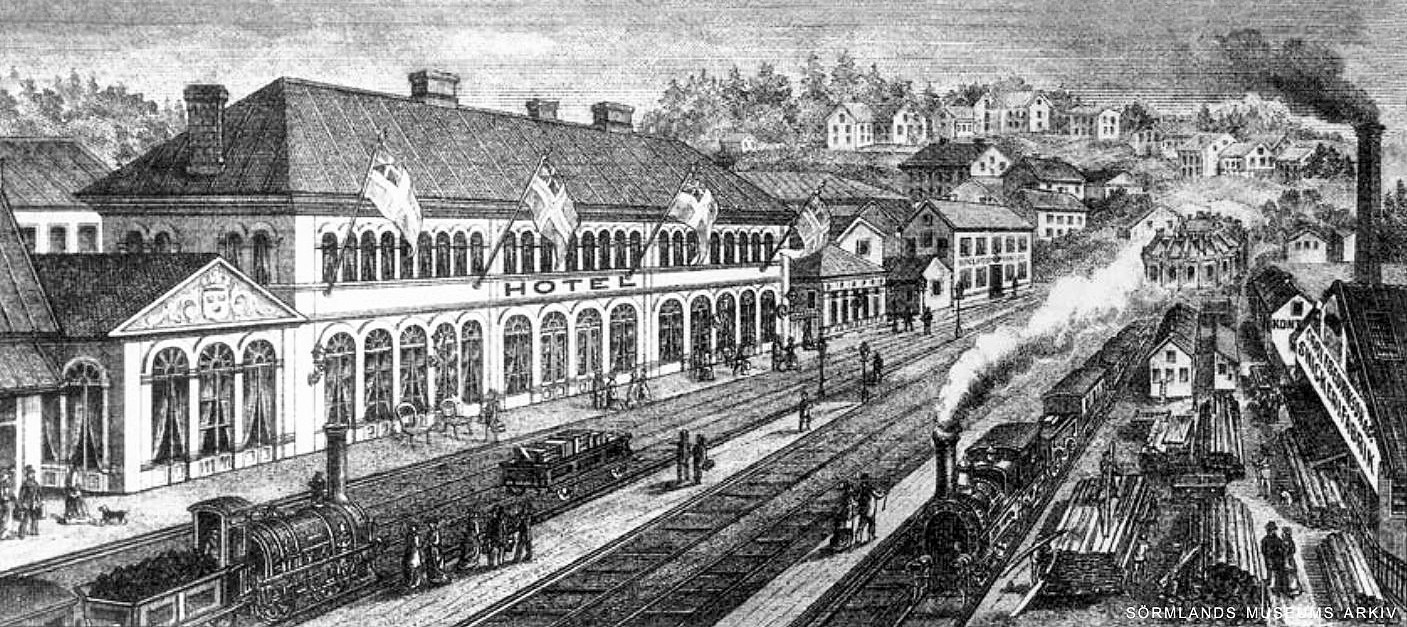
Järnvägsstation med hotellet 1880-tal.

Stationsanläggningen uppfördes på mark tillhörande gårdarna Stensätter som arrenderades av Carl Johan Carlsson och Mauritztorp som ägdes av kapten von Post. Stationen fick dock namnet Katrineholm efter den större gården Cathrineholm vid sjön Näsnaren, några kilometer västerut. Även det framväxande stationssamhället fick samma namn.
Själva orten, till en början en mindre hållplats på landsbygden, anlades sedermera efter en idealstadsplan för järnvägsorter från järnvägens barndom. Platsen var särskild utvald för att främja lokal utveckling. År 1866 anslöts även Östra stambanan till stationen och därefter växte orten snabb till att bli en viktig järnvägsknut. I nära anslutning till stationshuset samlades stadens viktiga byggnader: tingshuset, stadshuset, posthuset, telegrafstation och hotellet. Järnvägshotellet var på sin tid en lönande affär. Det drevs av Hanna Andersson som kom att bli en av Katrineholms mest förmögna personer.
När Katrineholms södra delar började bebyggas kom spårområdet skära av de norra från de södra stadsdelarna. För att underlätta kommunikationen anlades en gångbro över spårområdet. Den kallades "Himlastegen" i folkmun och stod färdig 1901 och ersattes 1984 av en ny bro. Tanken om en gångtunnel under spårområdet föddes redan på 1930-talet. Det skulle dock dröja till 1996 då gångtunneln kom på plats när Katrineholms nya resecentrum invigdes.

### Stationen före 1915
Den första stationsbyggnaden uppfördes i trä efter en typritning upprättad av SJ:s chefsarkitekt Adolf Wilhelm Edelsvärd. Hans typritning skulle användas för större stationsbyggnader längs västra stambanan. Typen kallades "Katrineholmsmodellens stationshus" och uppfördes även i Hallsberg, Osby, Älmhult och Alvesta. Inga av dessa stationshus existerar längre idag utom den i Katrineholms, dock i ombyggd form. I anslutning till stationen inrättades en särskild väntsal för kungen, ”Kungliga väntsalen”. Mot spårområdet utmärker den sig av två höga bågfönster med en hög bågformad port däremellan. Fasadens tympanon smyckas av lilla riksvapnet på blå bakgrund. Lokalen är numera ombyggd till restaurang.

### Historiska bilder

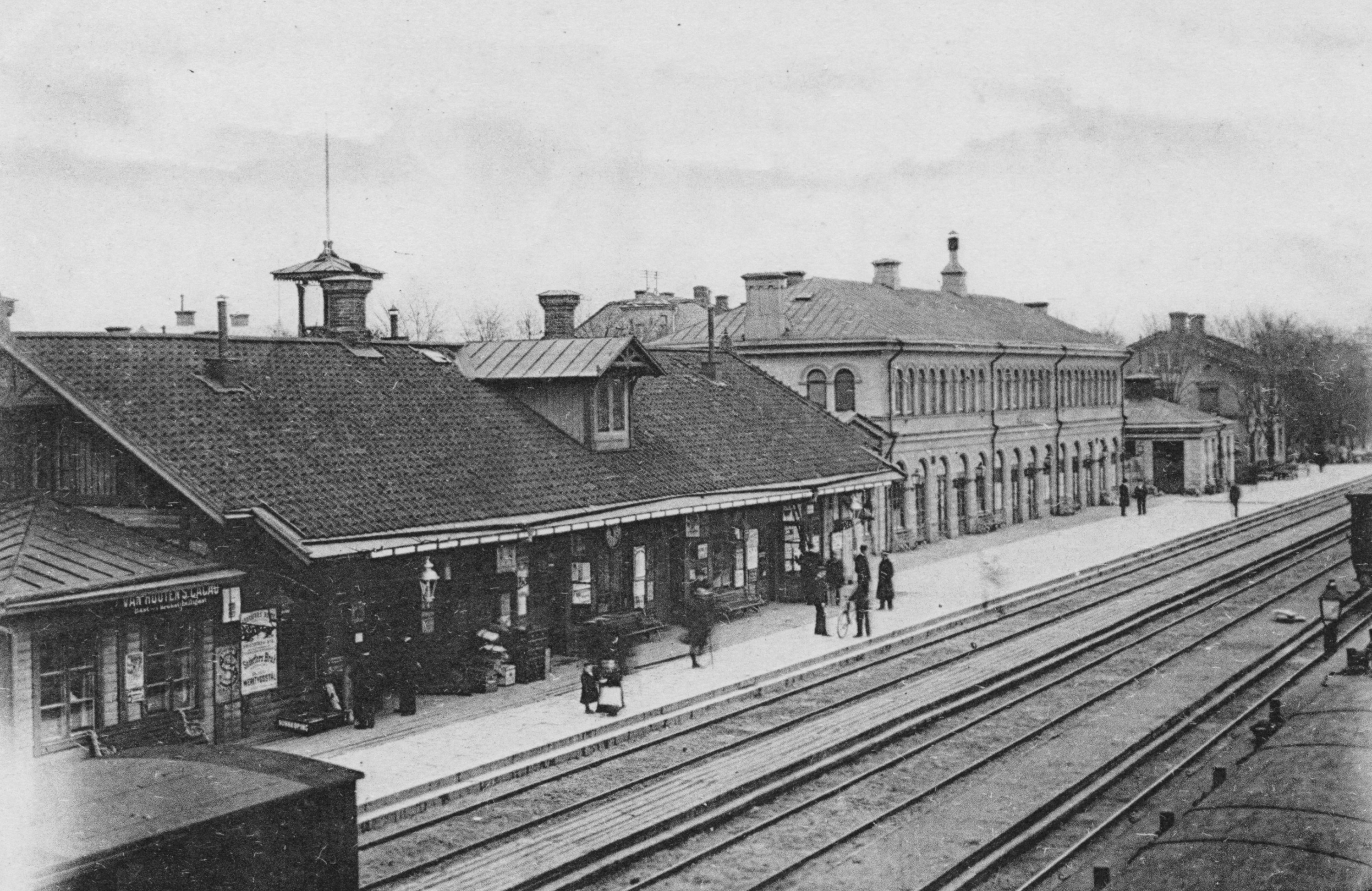
Stationshuset och hotellet, 1898.
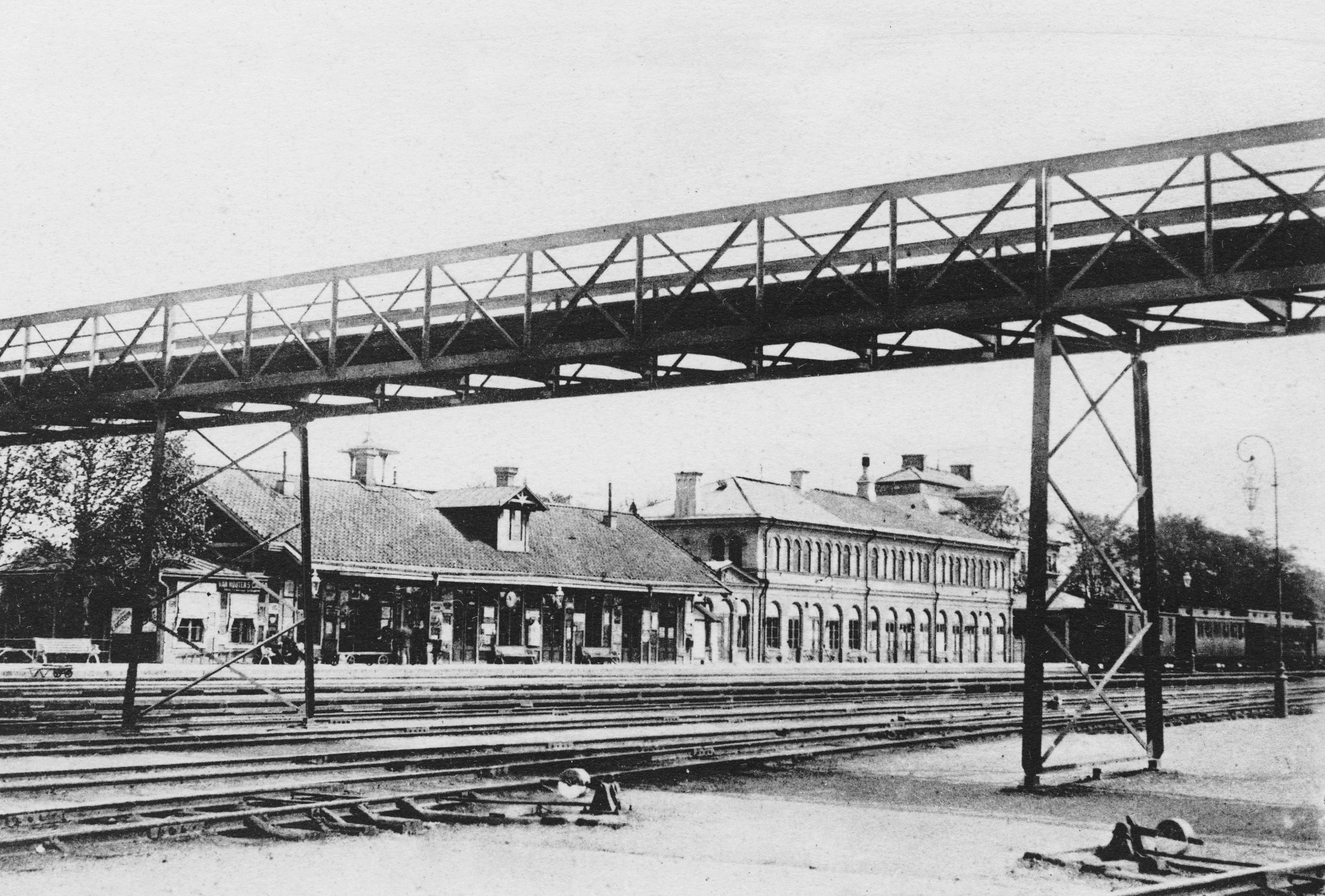
Stationen och gångbron, 1910.
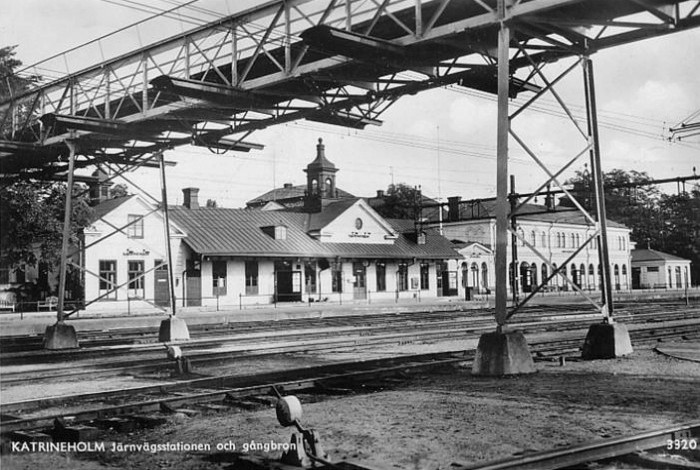
Stationen och gångbron, 1950.
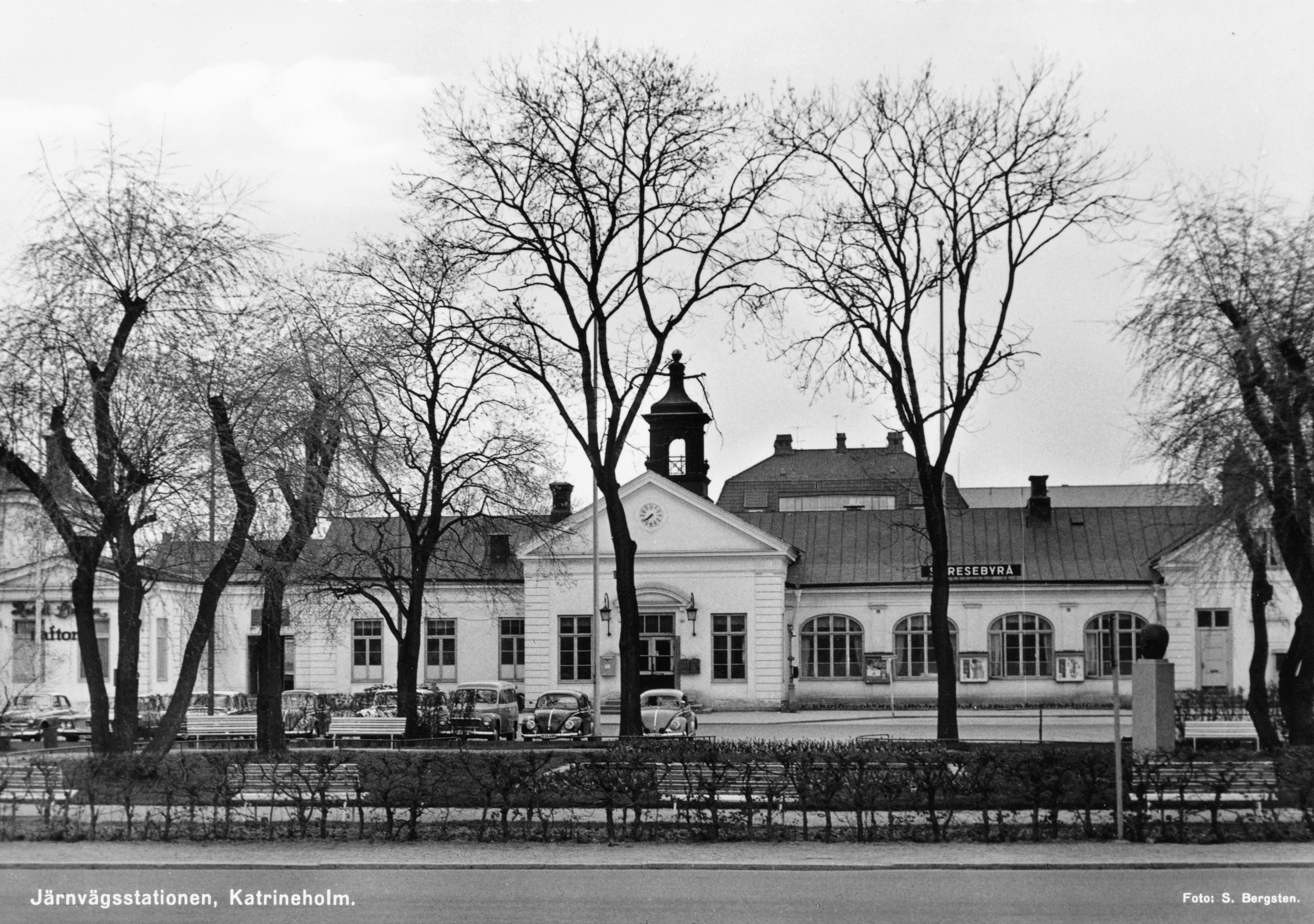
Stationshuset från norr, 1960.

### Stationen efter 1915
År 1915 gjordes en genomgripande ombyggnad, då de olika byggnadsdelarna gavs en fastare sammanhållen struktur. Hela anläggningen består numera av en låg, lång oregelbunden volym med fasader av både putsad sten respektive reveterad trä. Byggnaden har flacka takfall, takkupor och en lanternin på taknocken över vänthallen. Det tillbyggda järnvägshotellet i öster är i två våningar, fönstren har rundbågemotiv och taket är valmat. Stationshuset och järnvägshotellet är de äldsta bevarade byggnaderna i centrala Katrineholm.
Direkt öster om stationshuset uppfördes Kungliga posthuset, invigd 1906 och ritad av arkitekt Gustaf Dahl. Både stationshuset och posthuset är skyddade som byggnadsminnen.

### Nutida bilder

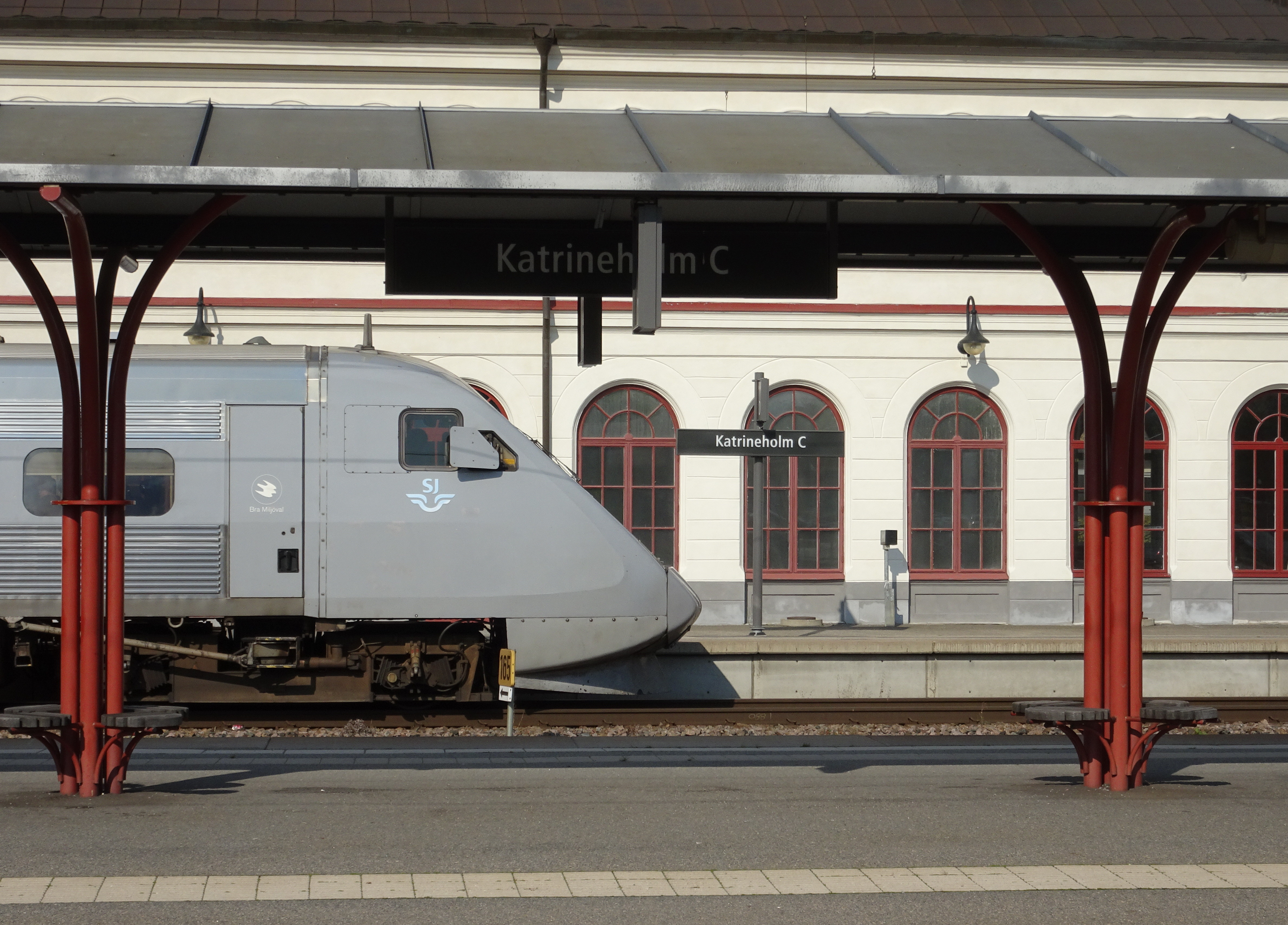
Ett snabbtåg på "Katrineholm C".
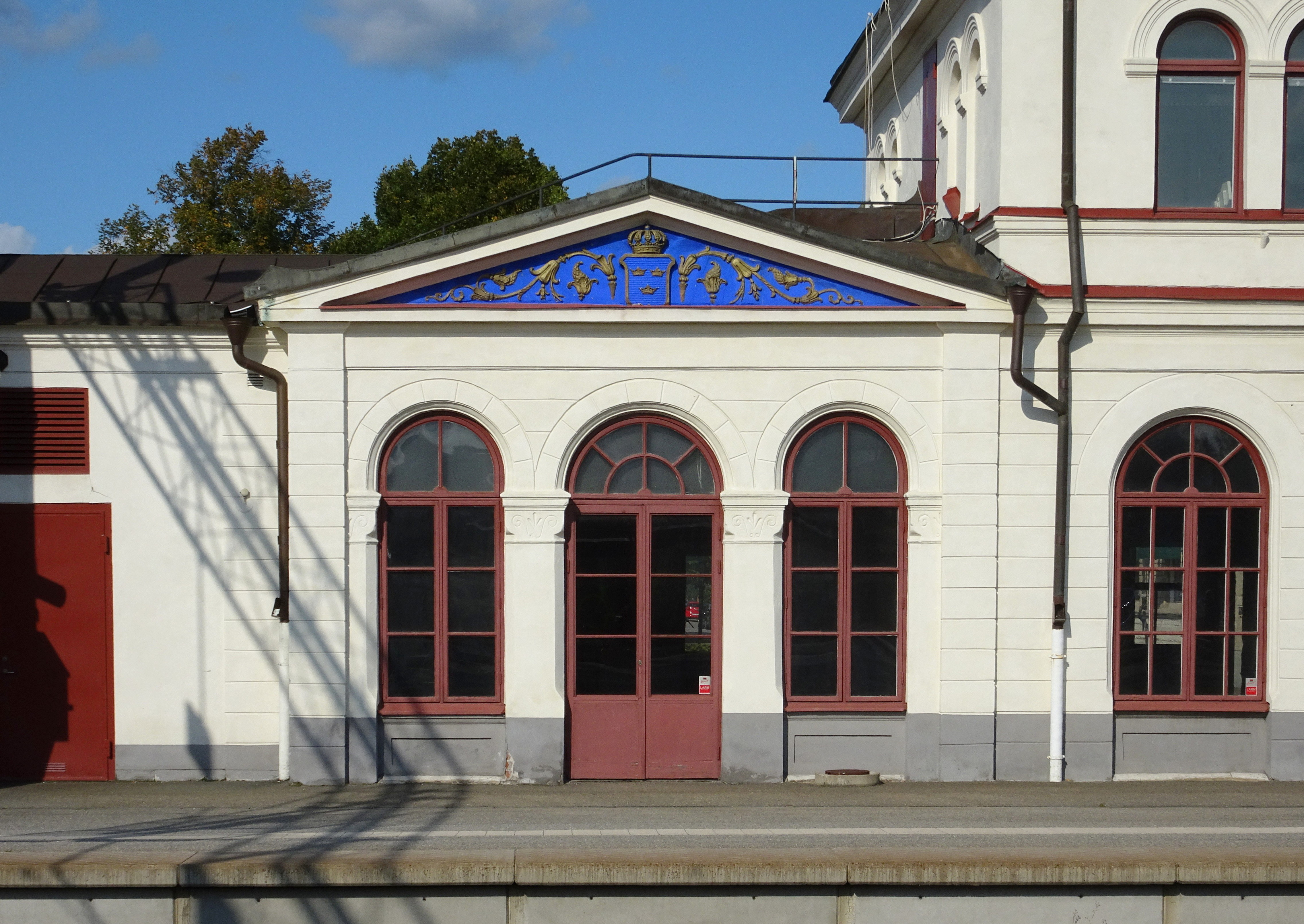
Kungliga väntsalen.
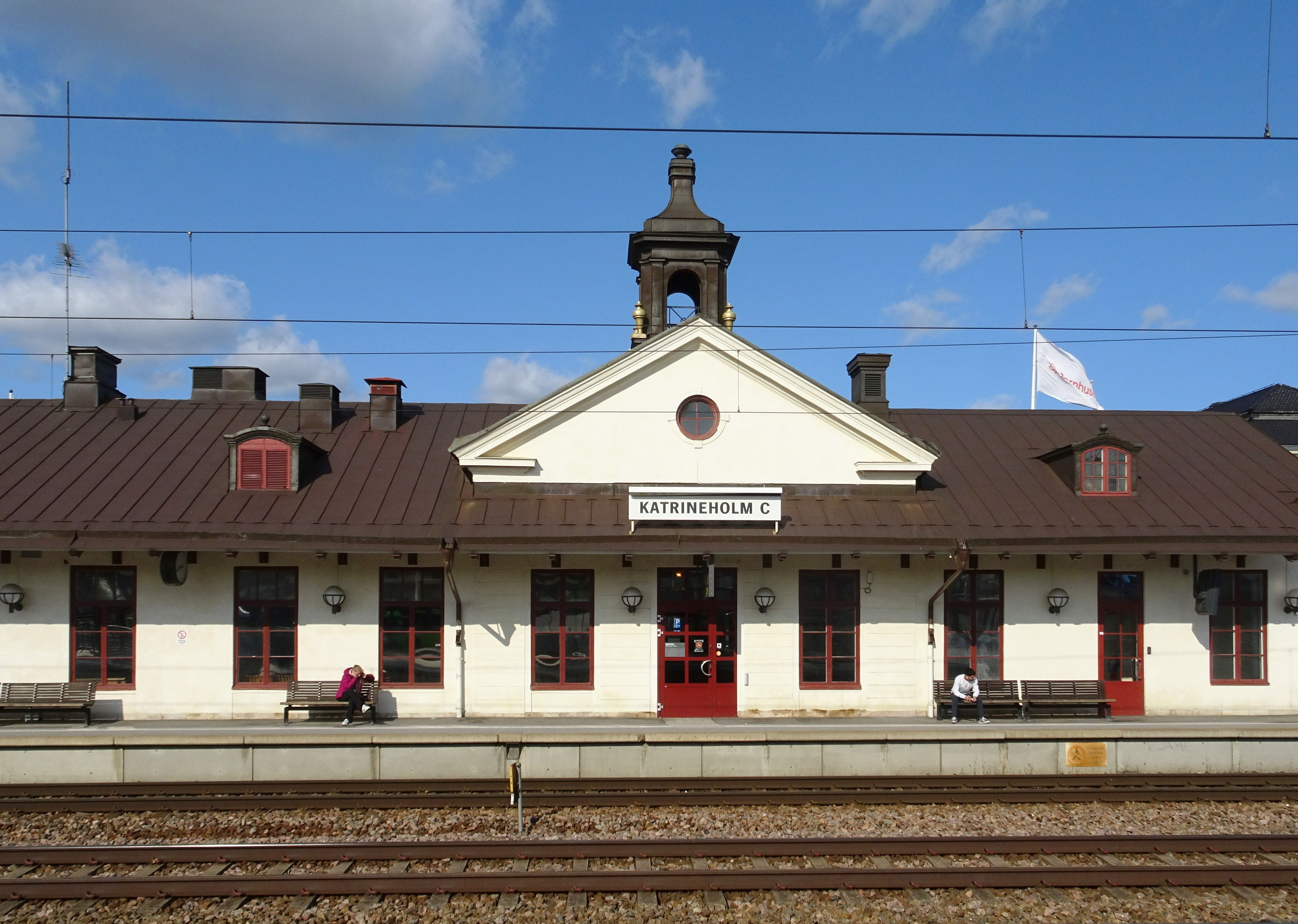
"Katrineholm C".
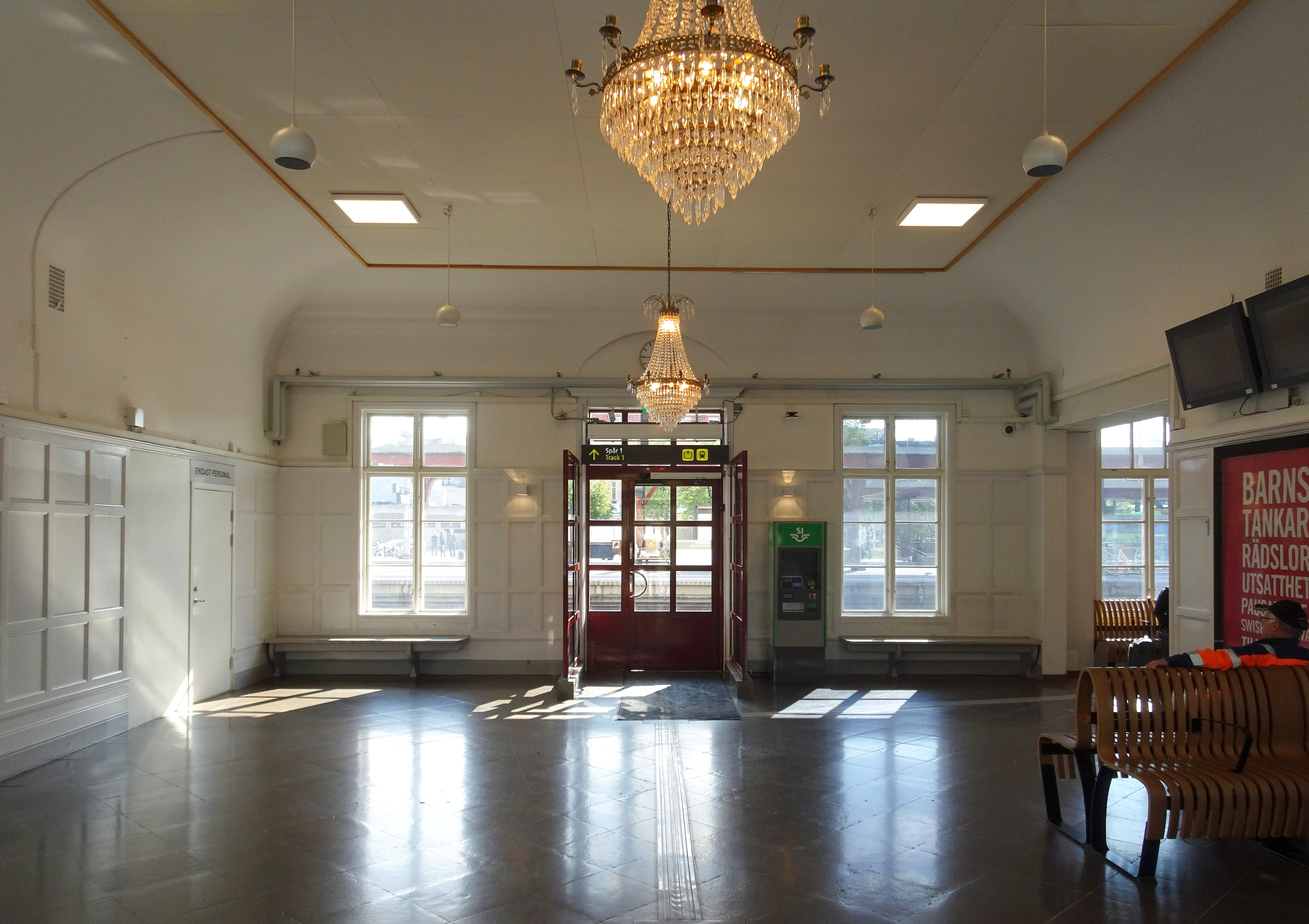
Vänthallen.

## Trafik
Stationen har fem spår. Här stannar Mälartågs regionaltåg på linjerna Linköping-Eskilstuna-Sala och Stockholm-Katrineholm-Hallsberg. Vissa snabbtåg Stockholm-Göteborg och Stockholm-Karlstad-Oslo stannar också här. Tidigare stannade många av kontinentsnälltågen här som Hamburgexpressen, Italienexpressen, samt Parisexpressen m.fl. Det fanns också andra förbindelser med Hamburg, samt Berlin. Expresstågen Norgepilen och Sverigepilen,  båda Oslo-Stockholm trafikerade också Katrineholm samt tåget med den längsta sträckan inom Sverige, Lapplandspilen Narvik-Malmö via Sala-Västerås-Eskilstuna. 